# The Self-Titled Tour (Paramore)
The Self-Titled Tour es una gira musical de la banda estadounidense Paramore, realizada con fines promocionales para su cuarto álbum de estudio, Paramore (2013). Comenzó el 15 de octubre de 2013 en Seattle, Washington, y finalizará el 27 de noviembre del mismo año en Atlanta, Georgia. Contará con Metric y Hellogoodbye como teloneros, y se espera más fecha sean anunciadas.

## Teloneros
- hellogoodbye (Todas las fechas)
- Metric (Estados Unidos)
- Classified (Vancouver)
- Lights (Montreal & Toronto)

## Lista de canciones
- Esta lista de temas es representativa del concierto en Seattle, en Estados Unidos. No representa todos los conciertos para la duración de la gira.

1. «Grow Up»
2. «Fast In My Car»
3. «That's What You Get»
4. «Decode»
5. «Ignorance»
6. «Interlude: I'm Not Angry Anymore»
7. «Now»
8. «Daydreaming»
9. «When It Rains»
10. «Last Hope»
11. «Brick by Boring Brick»
12. «Interlude: Holiday»
13. «Crushcrushcrush»
14. «Ain't It Fun»
15. «The Only Exception»
16. «In the Mourning" / "Landslide»
17. «Pressure»
18. «Misery Business»

'Encore'
1. «Part II»
2. «Interlude: Moving On»
3. «Still Into You»

## Fechas de la gira y recaudación
| Fecha                   | Ciudad        | País           | Lugar                           |
| ----------------------- | ------------- | -------------- | ------------------------------- |
| Norteamérica            |               |                |                                 |
| 15 de octubre de 2013   | Seattle       | Estados Unidos | KeyArena                        |
| 16 de octubre de 2013   | Vancouver     | Canadá         | Pacific Coliseum                |
| 18 de octubre de 2013   | San Jose      | Estados Unidos | SAP Center                      |
| 19 de octubre de 2013   | Anaheim       | Estados Unidos | Honda Center                    |
| 22 de octubre de 2013   | Fresno        | Estados Unidos | Save Mart Center                |
| 23 de octubre de 2013   | San Diego     | Estados Unidos | Viejas Arena                    |
| 26 de octubre de 2013   | Grand Prairie | Estados Unidos | Verizon Theatre                 |
| 27 de octubre de 2013   | The Woodlands | Estados Unidos | Cynthia Woods Mitchell Pavilion |
| 29 de octubre de 2013   | Independence  | Estados Unidos | Independence Events Center      |
| 30 de octubre de 2013   | St. Louis     | Estados Unidos | Fox Theatre                     |
| 1 de noviembre de 2013  | Austin        | Estados Unidos | Austin360 Amphitheater          |
| 2 de noviembre de 2013  | Nueva Orleans | Estados Unidos | City Park                       |
| 4 de noviembre de 2013  | Sunrise       | Estados Unidos | BB&T Center                     |
| 5 de noviembre de 2013  | Orlando       | Estados Unidos | CFE Arena                       |
| 8 de noviembre de 2013  | Camden        | Estados Unidos | BB&T Pavilion                   |
| 9 de noviembre de 2013  | Fairfax       | Estados Unidos | EagleBank Arena                 |
| 11 de noviembre de 2013 | Bethlehem     | Estados Unidos | Sands Casino Resort Bethlehem   |
| 13 de noviembre de 2013 | Nueva York    | Estados Unidos | Madison Square Garden           |
| 15 de noviembre de 2013 | Worcester     | Estados Unidos | DCU Center                      |
| 17 de noviembre de 2013 | Uncasville    | Estados Unidos | Mohegan Sun Arena               |
| 18 de noviembre de 2013 | Montreal      | Canadá         | Bell Centre                     |
| 20 de noviembre de 2013 | Toronto       | Canadá         | Air Canada Centre Theatre       |
| 21 de noviembre de 2013 | Auburn Hills  | Estados Unidos | The Palace of Auburn Hills      |
| 23 de noviembre de 2013 | Saint Paul    | Estados Unidos | Roy Wilkins Auditorium          |
| 24 de noviembre de 2013 | Chicago       | Estados Unidos | UIC Pavilion                    |
| 26 de noviembre de 2013 | Nashville     | Estados Unidos | Bridgestone Arena               |
| 27 de noviembre de 2013 | Duluth        | Estados Unidos | Arena at Gwinnett Center        |

### Recaudaciones
- La lista que se muestra a continuación, es una lista de las recaudaciones que tuvo The Self-Titled Tour en algunas ciudades de Estados Unidos y Canadá.

| Lugar                      | Ciudad        | País           | Entradas vendidas/disponibles | Recaudación |
| -------------------------- | ------------- | -------------- | ----------------------------- | ----------- |
| Save Mart Center           | Fresno        | Estados Unidos | 4,662 / 5,392                 | $124.425    |
| Independence Events Center | Independence  | Estados Unidos | 2,180 / 5,116                 | $92.769     |
| Fox Theatre                | St. Louis     | Estados Unidos | 1,974 / 4,190                 | $81.940     |
| Verizon Theatre            | Grand Prairie | Estados Unidos | 3,967 / 6,091                 | $162.156    |
| Austin360 Amphitheater     | Austin        | Estados Unidos | 5,378 / 7,451                 | $159.428    |
| Mohegan Sun Arena          | Uncasville    | Estados Unidos | 5,200 / 6,116                 | $182.000    |
| Bell Centre                | Montreal      | Canadá         | 2,970 / 3,671                 | $123.634    |
| Bridgestone Arena          | Chicago       | Estados Unidos | 5,654 / 8,159                 | $201.271    |
| Madison Square Garden      | Nueva York    | Estados Unidos | 10,437 / 12,157               | $453.596    |
| Total                      | Total         | Total          | 42,422 / 58,343               | $1,581,219  |